# БМБ «Компаунд»
ТОВ «БМБ «Компаунд» — спеціалізоване підприємство харчової промисловості у Києві з виготовлення шоколадної і кондитерської глазурі. Засноване у 1999 році. ТОВ «БМБ «Компаунд» займає 19% ринку глазурей України і є одним із провідних українських виробників широкого асортименту глазурі для морозива, хлібобулочної, молочної і кондитерської промисловості. Компанія має понад 100 рецептур глазурі. Кожна глазур розроблена з врахуванням особливостей готового продукту. Є виробничим підприємством концерну «Беарс Фуд Інгредієнтс».
Основні види продукції: глазур для морозива, кондитерська глазур, шоколадні маси і глазур, кольорова ароматизована глазур, глазур-спрей, горіхова глазур, глазур тоффі-карамель, йогуртова глазур, соуси для морозива, глазур для ескімо-генератора, глазури для екструзіонної лінії.
Загальна кількість працівників становить 52 особи.